# Reichsarbeitsamt

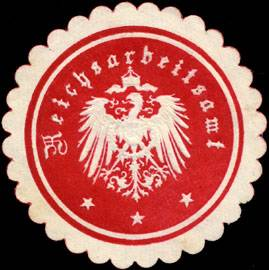
Siegelmarke Reichsarbeitsamt

Das Reichsarbeitsamt war eine Reichsbehörde im Deutschen Kaiserreich. Es wurde am 4. Oktober 1918 durch kaiserlichen Erlass eingerichtet und hatte seinen Sitz in der Berliner Luisenstraße. In seinen Aufgabenbereich fielen die Belange der Sozialpolitik, beispielsweise die Arbeitsmarktverhältnisse, die Sozialversicherung, der Arbeitsschutz und die Wohlfahrtseinrichtungen, die vorher beim ein Jahr zuvor gegründeten Reichswirtschaftsamt lagen. Ihm stand ein Staatssekretär vor, der dem Reichskanzler – damals Prinz Max von Baden – unterstellt war.
| Staatssekretäre des Reichsarbeitsamtes |                 |                   |
| Name                                   | Amtsantritt     | Ende der Amtszeit |
| Gustav Bauer                           | 4. Oktober 1918 | 13. Februar 1919  |

Bedingt durch die Entstehung der Weimarer Republik hatte das Reichsarbeitsamt nicht lange Bestand. Es wurde 1919 vom Reichsministerium für Arbeit abgelöst, sein Staatssekretär Gustav Bauer übernahm nun den Posten des Arbeitsministers.